# Cuauhtémoc Velasco Oliva
Cuauhtémoc Velasco Oliva (8 de junio de 1945) es un político mexicano, miembro y fundador de Convergencia que posteriormente cambió su nombre a Movimiento Ciudadano, ha sido en dos ocasiones diputado federal y en dos diputado local a la Asamblea Legislativa del Distrito Federal, donde ha sido coordinador de su grupo parlamentario e integrante de la Comisión de Gobierno.
Es licenciado en Economía y tiene un Diplomado en "Infrastructure in a Market Economy" por la Universidad de Harvard, inició su actividad en la función pública como funcionario del entonces Departamento del Distrito Federal en donde fue director de Actividades Culturales y Sociales y coordinador de asesores del Secretario de Desarrollo Social, también ocupó cargos en el Fondo de Cultura Económica, la Financiera Nacional Azucarera y el Consejo de Recursos para la Atención de la Juventud.
En 1997, fue elegido por primera vez diputado federal plurinominal a la LVII Legislatura postulado por el Partido de la Revolución Democrática, ya que Convergencia aún no obtenía su registro oficial, en 2000 fue elegido diputado ya por Convergencia a la Asamblea Legislativa del Distrito Federal, donde presidió la Comisión de Energéticos. Dentro de su partido ha sido Presidente del Consejo Nacional, Vicepresidente de Participación Ciudadana, presidente de la Comisión Ejecutiva y del Consejo en el Distrito Federal, este último cargo lo desempeña hasta la fecha.
En 2006, fue elegido por segunda vez diputado federal plurinominal a la LX Legislatura, en donde es miembro de las comisiones de Agricultura y Ganadería y de Recursos Hidráulicos, así como secretario de la Comisión de Energía. Fue además Secretario de la Mesa Directiva de la Cámara de Diputados durante el primer año de esa legislatura, mismo en el que fue de los principales impulsores del Grupo de Trabajo encargado de la aplicación permanente del Principio Ético en la Cámara de Diputados. Igualmente, impulsó el foro Agua para Todos, inusual ejercicio que llevó al patio central de la Cámara de Diputados una demostración del funcionamiento de una tecnología mexicana para el tratamiento y potabilización de aguas residuales mediante floculación iónica, lo que se hizo con la presencia del Jefe de Gobierno del Distrito Federal, Marcelo Ebrard Casaubón.
Cobró notoriedad cuando el 17 de junio de 2008 denunció en la sesión de la Cámara de Diputados que la Secretaría de Hacienda y Crédito Público planeaba sobornar a diputados ofreciéndoles 2.5 millones de dólares a cada uno a cambio de vota a favor de la reforma energética presentada por el presidente Felipe Calderón Hinojosa, pero sin presentar pruebas concretas, que ofreció presentar al día siguiente, lo cual fue negado por la Secretaría de Hacienda, sin embargo, no pudo presentar dichas pruebas, manifestando que supo de dichas intenciones por medio de conversaciones entre un supuesto funcionario de la Presidencia de la República y un asesor suyo.